# Laxtjärnen (Arjeplogs socken, Lappland, 730609-156966)
Laxtjärnen är en sjö i Arjeplogs kommun i Lappland och ingår i Umeälvens huvudavrinningsområde. Sjön har en area på 0,108 kvadratkilometer och ligger 572,9 meter över havet. Laxtjärnen ligger i Laisdalens fjällurskog Natura 2000-område.

## Delavrinningsområde
Laxtjärnen ingår i det delavrinningsområde (730493-156351) som SMHI kallar för Mynnar i Giertsjaure. Medelhöjden är 557 meter över havet och ytan är 30,63 kvadratkilometer. Det finns inga avrinningsområden uppströms utan avrinningsområdet är högsta punkten. Abborrbäcken som avvattnar avrinningsområdet har biflödesordning 4, vilket innebär att vattnet flödar genom totalt 4 vattendrag innan det når havet efter 359 kilometer. Avrinningsområdet består mestadels av skog (59 procent) och sankmarker (36 procent). Avrinningsområdet har 0,78 kvadratkilometer vattenytor vilket ger det en sjöprocent på 2,5 procent.